# USS Growler (SS-215)
USS Growler (SS-215) là một tàu ngầm lớp Gato từng phục vụ cùng Hải quân Hoa Kỳ trong Chiến tranh Thế giới thứ hai. Nó là chiếc tàu chiến thứ ba của Hải quân Hoa Kỳ được đặt cái tên này, theo tên một loài cá Pecca. Nó đã phục vụ trong Thế chiến II, thực hiện mười một chuyến tuần tra, đánh chìm mười tàu Nhật Bản, bao gồm hai tàu khu trục và một tàu frigate, với tổng tải trọng 32.607 tấn, và trong chuyến tuần tra cuối cùng vào ngày 8 tháng 11, 1944 đã bị tàu chiến của Hải quân Nhật đánh chìm về phía Tây Philippines. Growler được tặng thưởng tám Ngôi sao Chiến trận do thành tích phục vụ trong Thế Chiến II.

## Thiết kế và chế tạo
Lớp tàu ngầm Gato được thiết kế cho mục đích một tàu ngầm hạm đội nhằm có tốc độ trên mặt nước cao, tầm hoạt động xa và vũ khí mạnh để tháp tùng hạm đội chiến trận. Con tàu dài 311 ft 9 in (95,02 m) và có trọng lượng choán nước 1.525 tấn Anh (1.549 t) khi nổi và 2.424 tấn Anh (2.463 t) khi lặn. Chúng trang bị động cơ diesel dẫn động máy phát điện để cung cấp điện năng cho bốn động cơ điện, đạt được công suất 5.400 shp (4.000 kW) khi nổi và 2.740 shp (2.040 kW) khi lặn, cho phép đạt tốc độ tối đa 21 hải lý trên giờ (39 km/h) và 9 hải lý trên giờ (17 km/h) tương ứng. Tầm xa hoạt động là 11.000 hải lý (20.000 km) khi đi trên mặt nước ở tốc độ 10 hải lý trên giờ (19 km/h) và có thể hoạt động kéo dài đến 75 ngày và lặn được sâu tối đa 300 ft (90 m).
Lớp tàu ngầm Gato được trang bị mười ống phóng ngư lôi 21 in (530 mm), gồm sáu ống trước mũi và bốn ống phía phía đuôi tàu, chúng mang theo tối đa 24 quả ngư lôi. Vũ khí trên boong tàu gồm một hải pháo 3 inch/50 caliber, và thường được tăng cường một khẩu pháo phòng không Bofors 40 mm nòng đơn và một khẩu đội Oerlikon 20 mm nòng đôi, kèm theo súng máy .50 caliber và .30 caliber. Tiện nghi cho thủy thủ đoàn bao gồm điều hòa không khí, thực phẩm trữ lạnh, máy lọc nước, máy giặt và giường ngủ cho hầu hết mọi người, giúp họ chịu đựng cái nóng nhiệt đới tại Thái Bình Dương cùng những chuyến tuần tra kéo dài đến hai tháng rưỡi.
Growlerđược đặt lườn tại xưởng tàu của hãng Electric Boat Company ở Groton, Connecticut vào ngày 10 tháng 2, 1941. Nó được hạ thủy vào ngày 2 tháng 11, 1941, được đỡ đầu bởi bà Lucile E. Ghormley, phu nhân Phó đô đốc Robert L. Ghormley, và được cho nhập biên chế cùng Hải quân Hoa Kỳ vào ngày 20 tháng 3, 1942 dưới quyền chỉ huy của Hạm trưởng, Thiếu tá Hải quân Howard W. Gilmore.

## Lịch sử hoạt động

### 1942

#### Chuyến tuần tra thứ nhất
Khởi hành từ Trân Châu Cảng vào ngày 29 tháng 6, 1942 cho chuyến tuần tra đầu tiên, Growler hoạt động tại khu vực chung quanh Dutch Harbor, Alaska sau khi ghé qua đảo Midway. Đi đến khu vực tuần tra vào ngày 30 tháng 6, nó phát hiện ba tàu khu trục đối phương năm ngày sau đó ở vị trí khoảng 7 mi (11 km) về phía Đông Kiska, và đã lặn xuống để tiếp cận, phóng ngư lôi nhắm vào đối phương rồi quay trở lên mặt nước. Nó đã đánh trúng hai tàu khu trục ngay phía giữa tàu khiến chúng bị vô hiệu, và đánh trúng mũi chiếc thứ ba, nhưng đối phương cũng phản công bằng hai quả ngư lôi. Chiếc tàu ngầm lặn xuống để né tránh, nhưng không bị tấn công tiếp theo bằng mìn sâu; tàu khu trục Arare (1.850 tấn) đã bị đánh chìm trong khi các chiếc Kasumi và Shiranui bị hư hại nặng. Không tìm thấy mục tiêu nào khác, nó quay trở về Trân Châu Cảng vào ngày 17 tháng 7.

#### Chuyến tuần tra thứ hai
Trong chuyến tuần tra thứ hai từ ngày 5 tháng 8 đến ngày 30 tháng 9, Growler tiếp cận đảo Đài Loan vào ngày 21 tháng 8, rồi hai ngày sau đó đã tấn công một tàu chở hàng vào ban đêm nhưng cả hai quả ngư lôi đều đi dưới mục tiêu và không kích nổ; nó không truy đuổi mục tiêu khi chiếc tàu hàng né tránh vào vùng nước nông. Đến ngày 25 tháng 8, nó tấn công một tàu chở hành khách lớn nhưng cả ba quả ngư lôi đều trượt, rồi sau đó bị tàu hộ tống đối phương tấn công trong ba giờ, chịu đựng 53 quả mìn sâu. Khi nổi lên, nó lập tức phát hiện một đoàn tàu khác, nhưng không bắt kịp các tàu buôn nên chỉ đánh chìm được pháo hạm Senyo Maru (2.904 tấn). Chiếc tàu ngầm chuyển sang vùng bờ biển phía Đông của Đài Loan ba ngày sau đó, lần lượt đánh chìm tàu chở hàng Eifuku Maru (5.866 tấn) vào ngày 31 tháng 8, tàu chở đạn Kashino (khoảng 4.000 tấn) vào ngày 4 tháng 9, và tàu chở hàng Taika Maru (2.204 tấn) ba ngày sau đó. Nó rời khu vực vào ngày 15 tháng 9 để quay trở về Trân Châu Cảng.

#### Chuyến tuần tra thứ ba
Trong lúc tái trang bị tại Trân Châu Cảng, Growler được trang bị hệ thống radar dò tìm mặt đất mới và bổ sung pháo phòng không 20 mm. Nó lên đường cho chuyến tuần tra thứ ba tại khu vực quần đảo Solomon dọc theo tuyến hàng hải huyết mạch Truk-Rabaul, diễn ra trong bối cảnh chiến sự tại Guadalcanal đang quyết liệt, và máy bay đối phương liên tục hiện diện trên bầu trời. Không có cơ hội tấn công tàu bè đối phương, nó rời khu vực vào ngày 3 tháng 12, và đi đến Brisbane, Australia vào ngày 10 tháng 12.

### 1943

#### Chuyến tuần tra thứ tư
Khởi hành từ Brisbane vào ngày 1 tháng 1, 1943 cho chuyến tuần tra thứ tư, Growler tiếp tục quay trở lại vùng biển giữa Truk và Rabaul vào ngày 11 tháng 1. Nó phát hiện một đoàn tàu vận tải năm ngày sau đó, phóng hai ngư lôi trúng đích nhưng bị một tàu khu trục đối phương săn đuổi với khoảng cách chỉ có 400 yd (370 m), và phải lặn khẩn cấp để né tránh. Dù sao nó cũng được ghi công đánh chìm tàu chở hành khách Chifuku Maru (5.857 tấn). Tiếp tục chuyến tuần tra, nó có thêm hai lượt tấn công tàu bè đối phương nhưng không đem lại kết quả.

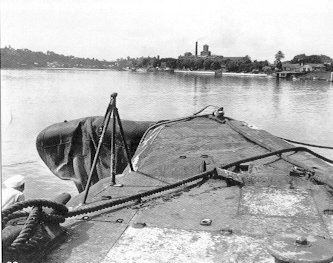
Mũi tàu của Growler bị vênh sau trận chiến vào đêm 7 tháng 2, 1943.

Lúc 01 giờ 00 đêm 7 tháng 2, Growler tiếp cận trên mặt biển để tấn công một pháo hạm, nhưng đối phương phát hiện chiếc tàu ngầm nên tăng tốc và đổi hướng để húc vào nó. Không thể né tránh cú va chạm, chiếc tàu ngầm cũng bẻ hết lái sang mạn trái và tăng tốc hết mức, húc vào giữa tàu đối phương với tốc độ 17 hải lý trên giờ (31 km/h); vụ va chạm khiến mũi của Growler bị vênh qua mạn trái 18 ft (5,5 m). Bị thương nặng trên cầu tàu bởi hỏa lực súng máy đối phương, Hạm trưởng của Growler, Trung tá Gilmore, đã ra lệnh cho con tàu đóng nắp và lặn xuống để thoát đi, hy sinh mình để cứu con tàu; ông trở thành người đầu tiên trong số bảy quân nhân tàu ngầm được tặng thưởng Huân chương Danh dự trong Thế Chiến II. Hai thủy thủ khác cũng tử trận trong trận này. Bị hư hại nặng nhưng vẫn điều khiển được, chiếc tàu ngầm được Hạm phó, Thiếu tá Arnold F. Schade, đưa trở về Brisbane vào ngày 17 tháng 2 để sửa chữa.

#### Chuyến tuần tra thứ năm, thứ sáu và thứ bảy
Các chuyến tuần tra thứ năm, thứ sáu và thứ bảy của Growler xuất phát từ Brisbane và đi đến vùng biển Bismarck-Solomon hầu như không đem lại kết quả, ngoại trừ trong chuyến đi thứ năm khi nó đánh chìm tàu chở hành khách Miyadono Maru (5.196 tấn). Bối cảnh không quân đối phương hoạt động tích cực, công với việc thiếu vắng mục tiêu phù hợp khiến nó không ghi được chiến công nào. Trong chuyến đi thứ bảy vào ngày 27 tháng 10, nó gặp trục trặc máy phát điện và ắc quy trữ điện chỉ 11 ngày sau khi khởi hành từ Brisbane, nên được lệnh quay trở về Trân Châu Cảng để sửa chữa, đến nơi vào ngày 7 tháng 11. Nó được lệnh tiếp tục quay trở về vùng bờ Tây để tái trang bị và đại tu.

### 1944

#### Chuyến tuần tra thứ tám và thứ chín
Quay trở lại chiến trường, Growler rời Trân Châu Cảng vào ngày 21 tháng 2, 1944 và được tiếp nhiên liệu tại Midway trước đi đến khu vực tuần tra. Tuy nhiên một cơn bão đã khiến con tàu trễ hạn so với lịch trình, và thời tiết xấu làm nó không thể tìm kiếm mục tiêu. Nó quay trở về Majuro vào ngày 16 tháng 4.
Trong chuyến tuần tra thứ chín bắt đầu tại Majuro từ ngày 14 tháng 5, Growler tuần tra tại khu vực quần đảo Mariana-Đông Philippine-Luzon, vào giai đoạn mở màn của  Chiến dịch quần đảo Mariana. Nó cùng với các tàu ngầm Bang (SS-385) và Seahorse (SS-304) hình thành nên một đội tấn công phối hợp "Bầy sói" và tiếp tục tuần tra, phát hiện nhiều mục tiêu nhưng chỉ tiếp cận thành công và đánh chìm tàu chở hàng Katori Maru (1.920 tấn).

#### Chuyến tuần tra thứ mười

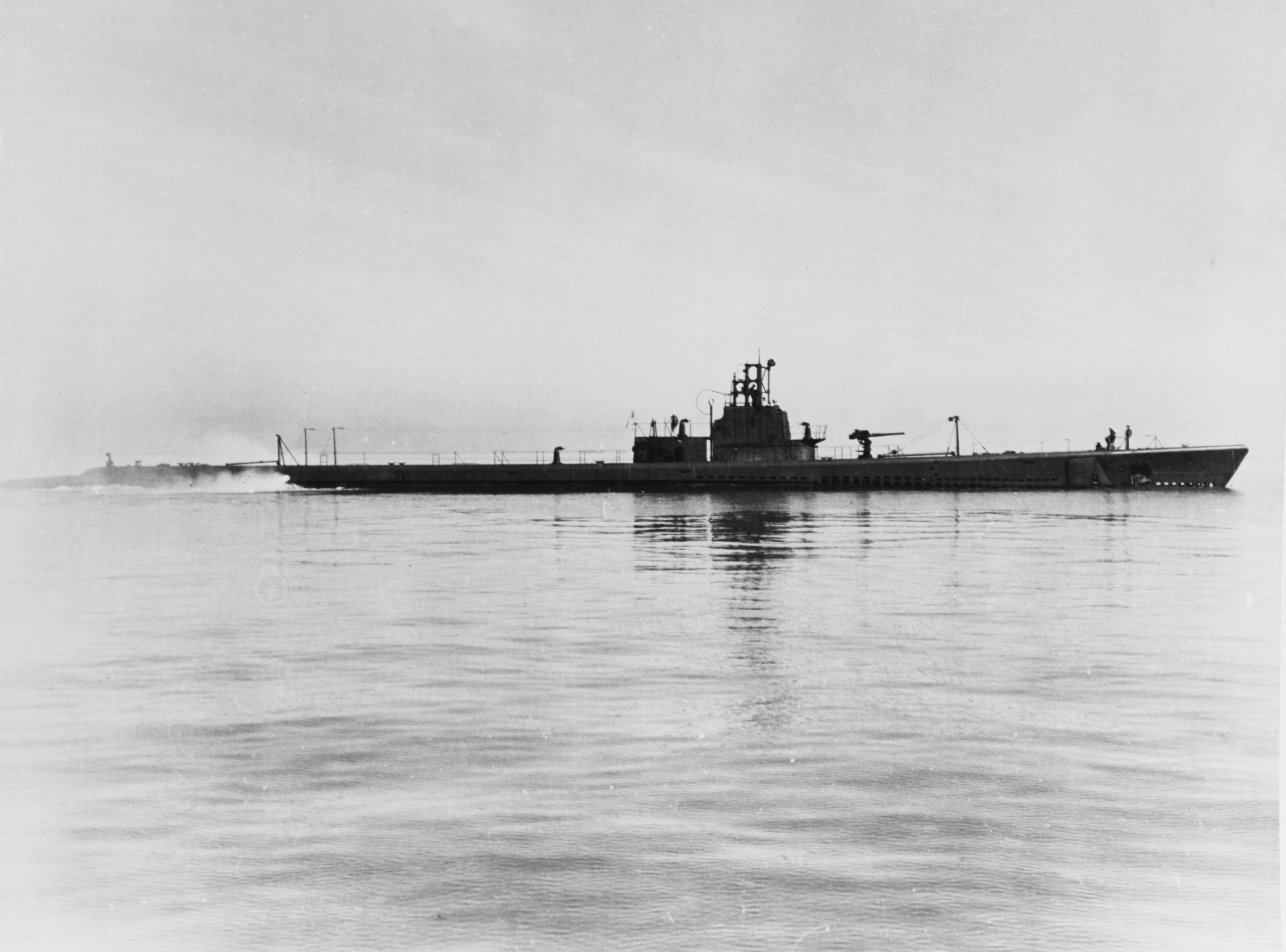
USS Growler đang trên đường đi vào tháng 5 năm 1943.

Khởi hành từ Trân Châu Cảng vào ngày 11 tháng 8 cho chuyến tuần tra thứ mười, Growler cùng với các tàu ngầm Sealion (SS-315) và Pampanito (SS-383) tham gia một "Bầy sói" khác có biệt danh "Ben's Busters", đặt theo tên Hạm trưởng của Growler, Trung tá T. B. ("Ben") Oakley, và tuần tra tại khu vực eo biển Đài Loan. Nhờ sự trinh sát và dẫn đường của máy bay tuần tra, đội tiếp cận một đoàn tàu vận tải vào đêm 31 tháng 8, phóng ngư lôi vào giữa đoàn tàu khiến đối phương hoảng loạn và bắn lẫn nhau, nhưng không ghi nhận bất kỳ tàu nào bị đánh chìm.
Hai tuần sau đó, vào ngày 12 tháng 9, đội phát hiện một đoàn tàu vận tải khác và tấn công bằng ngư lôi. Một tàu khu trục đối phương phát hiện Growler và tấn công nó, nhưng chiếc tàu ngầm bắn một loạt ngư lôi trúng vào đối thủ đang tiến đến. Bị hư hại nặng, chiếc tàu khu trục bốc cháy và suýt đâm trúng Growler. Đợt tấn công đã đánh chìm tổng cộng sáu tàu đối phương; Growler được công nhận đã đã đánh chìm tàu khu trục Shikinami (1.950 tấn) và tàu frigate Hirado (860 tấn); và trong số các tàu bị đánh chìm, Rakuyo Maru và Kachidoki Maru đang vận chuyển tù binh Đồng Minh. Ba chiếc tàu ngầm đã cứu vớt trên 150 tù binh Đồng Minh trong bối cảnh thời tiết xấu bởi ảnh hưởng của một cơn bão, rồi quay trở về căn cứ Fremantle, Tây Úc vào ngày 26 tháng 9.

#### Chuyến tuần tra cuối cùng và bị đánh chìm
Rời Fremantle vào ngày 20 tháng 10 cho chuyến tuần tra thứ mười một, Growler tham gia một "Bầy sói" bao gồm các tàu ngầm Hake (SS-256) và Hardhead (SS-365). Vào ngày 8 tháng 11, lực lượng do nó dẫn đầu tiếp cận một đoàn tàu vận tải để tấn công theo thế gọng kìm, với Growler ở phía đối diện với Hake và Hardhead; lệnh tấn công là liên lạc cuối cùng bắt được từ Growler. Hake và Hardhead nghe được những tiếng nổ của ngư lôi, và sau đó là một loạt mìn sâu bên hướng của Growler. Mọi cố gắng liên lạc với chiếc tàu ngầm trong ba ngày tiếp theo đều thất bại, và nó được xem là đã mất trong chiến đấu không rõ nguyên nhân. Nhiều khả năng nó bị các tàu hộ tống của đối phương, bao gồm tàu khu trục Shigure và các tàu phòng thủ duyên hải Chiburi và CD-19 đánh chìm.
Tên nó được cho rút khỏi danh sách Đăng bạ Hải quân vào ngày 8 tháng 2, 1945.

## Phần thưởng
Growler được tặng thưởng tám Ngôi sao Chiến trận do thành tích phục vụ trong Thế Chiến II. Nó được ghi công đã đánh chìm mười tàu Nhật Bản, bao gồm hai tàu khu trục và một tàu frigate, với tổng tải trọng 32.607 tấn.
|  | Silver star · Bronze star · Bronze star · Bronze star |

| Huân chương Chiến dịch Hoa Kỳ | Huân chương Chiến dịch Châu Á-Thái Bình Dương với 8 Ngôi sao Chiến trận | Huân chương Chiến thắng Thế Chiến II |